# 歌劇院之夜
《歌臺三怪》（英語：A Night at the Opera）是一部1935年的美國喜劇電影。由山姆·伍德執導。主演有馬克思兄弟，還有基蒂·卡萊爾、艾倫·瓊斯、瑪格麗特·杜蒙、Sig Ruman和沃爾特·伍爾夫·金。這是馬克思兄弟成為美高梅公司專屬藝人之後的首部電影作品。
1993年，這部電影被收入國家影片登記部。並且這部電影也被選入AFI百年百大電影。

## 演員
- 格魯喬·馬克思 飾 Otis B. Driftwood
- 哈波·馬克思（英语：Harpo Marx） 飾 Tomasso
- 奇科·馬克思（英语：Chico Marx） 飾 Fiorello
- 基蒂·卡萊爾（英语：Kitty Carlisle） 飾 Rosa Castaldi
- 艾倫·瓊斯 飾 Ricardo Baroni
- 瑪格麗特·杜蒙（英语：Margaret Dumont） 飾 Mrs. Claypool
- Sig Ruman（英语：Sig Ruman） 飾 Herman Gottlieb
- 沃爾特·伍爾夫·金（英语：Walter Woolf King） 飾 Rodolfo Lassparri
- 羅伯特·艾米特·奧康納（英语：Robert Emmett O'Connor） 飾 Sergeant Henderson
- Edward Keane 飾 The Captain
- 普爾內爾·普拉特（英语：Purnell Pratt） 飾 市長
- 哈利·阿倫（英语：Harry Allen (actor)） 飾 看門人（未掛名）
- 比利·吉爾伯特（英语：Billy Gilbert） 飾 要求Fiorello不要彈鋼琴的樂團成員（未掛名）

## 外部連結
- 互联网电影数据库（IMDb）上《A Night at the Opera》的资料（英文）
- TCM电影资料库上《A Night at the Opera》的资料（英文）
- AllMovie上《A Night at the Opera》的资料（英文）